# Refuge du Pelvoux
Le refuge du Pelvoux est un refuge situé dans les Hautes-Alpes, dans le massif des Écrins. Il constitue le point de départ de nombreuses courses en montagne, dont la traversée du mont Pelvoux.

## Histoire
À l'emplacement de l'actuel refuge, une première bâtisse maçonnée fut construite par le Club alpin français (CAF) en 1877, le refuge de Provence (du nom de la région d'où venaient les brebis qui paissaient aux alentours l'été). En 1892 lui succède un refuge en bois qui prend le nom de refuge Lemercier, du nom de l'un de ses financeurs et dirigeant du CAF. Ce refuge est remplacé en 1962 par l'actuel refuge du Pelvoux.
Conçu par l'architecte Lederlin, le refuge du Pelvoux a été financé par le CAF avec la participation du haut-commissariat à la Jeunesse et aux Sports et du département des Hautes-Alpes. La première pierre est posée le 14 juin 1961 ; le refuge est construit à partir de matériaux récoltés à proximité (sable notamment) ou livrés par héliportage (145 tonnes de matériaux) ; il est inauguré le 15 juillet 1962 en présence, notamment, du haut-commissaire à la Jeunesse et aux Sports Maurice Herzog, du président du CAF Lucien Devies, du préfet des Hautes-Alpes et des parlementaires de ce département.

## Caractéristiques
Situé à 2 704 mètres d'altitude, le refuge du Pelvoux a une capacité d’accueil de cinquante-six personnes lorsqu’il est gardé et dix personnes en dehors de cette période (il sert alors de refuge d’hiver). L’accès au refuge se fait depuis le village d’Ailefroide et nécessite trois heures et demie de montée. Il permet notamment de faire l’ascension du Pelvoux, de l'aiguille de Sialouze et du pic Sans Nom.